# Pierre Bingen
Pour les articles homonymes, voir Bingen.
Pierre Bingen (né le 24 avril 1842 à Kanfen en Moselle et mort le 16 février 1908 en son domicile à Châtillon) est un fondeur français de la seconde moitié du XIXe siècle.

## Biographie
Pierre Bingen reçoit tout d'abord une formation d'orfèvre et devient ouvrier dans une grande fonderie parisienne. Mais il est déçu des conditions de travail et de l'industrialisation de son métier. C'est pour ça qu'il s'intéresse à la technique de la cire perdue, abandonnée depuis presque 150 ans mais remise au goût du jour par Eugène Gonon dans un traité publié en 1876. Pierre Bingen installe donc son atelier au 74 rue des Plantes à Paris. Après avoir reçu une formation chez les orfèvres il pratiqua la fonte à la cire perdue. Il a travaillé pour Ernest Barrias, Carrier-Belleuse, Jean Carriès, Charles Cordier, Jean Dampt, Alexandre Falguière, Jean-Antoine Injalbert, Ernest Meissonier, Jean-Désiré Ringel d'Illzach, Auguste Rodin, Théodore Rivière et Jules Dalou. Ce dernier lui avait confié en 1889 la fonte à la cire perdue de son groupe monumental Le Triomphe de la République (place de la Nation à Paris), mais Bingen n'a pas pu honorer la commande pour des raisons techniques et financières. Le groupe dut finalement être terminé à la fonte au sable par Victor Thiébaut en 1899.

## Sources
- Collectif, La Sculpture française au XIXe siècle, Éditions de la Réunion des Musées nationaux, 1986.
- Pierre Kjellberg, Les Bronzes du XIXe siècle - Dictionnaire des sculpteurs, les éditions de l'amateur, 2001.
- Élisabeth Lebon, Dictionnaire des fondeurs de bronze d'art, France, 1890-1950, Marjon éditions, 2003.
- Maurice Dreyfous, Dalou, sa vie et son œuvre, Paris, Laurens, 1903.
- Site du musée d'Orsay, page consacrée à Pierre Bingen
- Base Joconde
- Site : La statuaire d'édition au XIXe siècle